# Johann Jacob Löwe
Johann Jacob Löwe, född 1628, död 1703. Han var en tysk barockkompositör och organist i Eisenach.
Han utbildade sig i Wien och rekommenderades av Heinrich Schütz till en tjänsten som hovkapellmästare.

## Arbete
Operor
- Löwe komponerade tio sångspel och operor, bland dem Andromeda, till librettos av Anton Ulrich von Braunschweig.[5][6]

Sånger
- Med sin vän Julius Johannes Weiland publicerade han Zweyer gleichgesinnten Freunde Tugend- und Schertz Lieder (1657).

Instrumentalverk
- Albert Rodemann: Två sviter (Rodemann). Av Loewe Von Eisenach, Johann Jacob (1628–1703).